# Konstnärliga och litterära yrkesutövares samarbetsnämnd
Konstnärliga och litterära yrkesutövares samarbetsnämnd (KLYS) är en paraplyorganisation, bildad 1959, för riksorganisationer inom kulturområdet. Verksamhetsområdet omspänner bland annat upphovsrätt, kulturpolitik, trygghetssystem och yttrandefrihet. Endast organisationer, ej privatpersoner, kan söka medlemskap i KLYS.
Ordförande för KLYS har bland annat varit Peter Curman (från 1995), Mats Söderlund (från 2013), Marika Lagercrantz (från 2015) Karin Inde (från 2021).

## Medlemmar (2014)
Ord
- Sveriges författarförbund
- Dramatikerförbundet
- Svenska journalistförbundet
- Svenska läromedelsförfattares förbund

Bild/form
- Konstnärernas riksorganisation
- Sveriges konsthantverkare och industriformgivare
- Svenska tecknare
- Svenska Fotografers Förbund

Ton
- Föreningen Svenska tonsättare
- Sveriges kompositörer och textförfattare (SKAP)
- Federationen Svenska musiker:
  - Sveriges yrkesmusikerförbund
  - Svenska musikerförbundet

Scen/film
- Fackförbundet Scen & Film
- Svenska regissörsföreningen
- Oberoende filmares förbund (OFF)

Media
- Unionen, Fackklubben vid SR, SVT och UR